# 粟屋景雄
粟屋 景雄（あわや かげかつ）は、戦国時代から安土桃山時代にかけての武将。小早川氏、毛利氏の家臣。

## 略歴
小早川隆景に仕える。小早川家文書にある正月の座配立書においては、天正10年（1582年）に上座から14番目に記されている。文禄の役では隆景に従い渡海、文禄2年1月26日（1593年2月27日）の碧蹄館の戦いでは小早川軍の先陣二隊を井上景貞と共に指揮する。
慶長2年（1597年）に隆景が没すると、毛利氏家臣団に編入され毛利輝元に起請文を提出している。慶長5年（1600年）の関ヶ原の戦い後、輝元の使者として大徳寺の住持（112世）であった玉仲宗琇を訪ね、輝元の剃髪の旨を伝える。
翌慶長6年（1601年）、毛利氏譜代の家臣達との軋轢から出奔した。以後の消息は不明。